# مديرية المراوعة

تعديل مصدري - تعديل

مديرية المراوعة إحدى مديريات محافظة الحديدة في غرب اليمن. بلغ عدد سكانها 129527 نسمة عام 2004.